# MCPO
MCPO(Model Context Protocol Optimization)는 앤트로픽(Anthropic)에서 제안한 MCP(Model Context Protocol)의 서버 및 클라이언트 활용을 위한 최적화를 뜻한다. 검색 엔진 최적화(SEO, Search Engine Optimization)와 맥락을 같이 하는 용어로도 정리할 수 있다.